# Mehnagar
Mehnagar es una pueblo y nagar Panchayat situado en el distrito de Azamgarh en el estado de Uttar Pradesh (India). Su población es de 14841 habitantes (2011). 

## Demografía
Según el  censo de 2001 la población de Mehnagar era de 13319 habitantes, de los cuales el 52% eran hombres y el 48% eran mujeres. Mehnagar tiene una tasa media de alfabetización del 63%, superior a la media nacional del 59,5%: la alfabetización masculina es del 72%, y la alfabetización femenina del 53%.